# Dolgi Hrbet
Dolgi Hrbet – szczyt w Alpach Kamnickich, w Słowenii. Sąsiaduje z Grintovcem i Skutą. Na szczyt można wejść od strony południowej ze schronisk: Pavel Kemperl, Pod Skuto i Cojzova Koca oraz od północy ze schronisk: Ceska Koca i Ledine.